# Bölükyayla, Kahta
Bölükyayla là một thị trấn thuộc huyện Kahta, tỉnh Adıyaman, Thổ Nhĩ Kỳ. Dân số thời điểm năm 2011 là 2.451 người.